# Remember You
Singles par The Weeknd
Celebration
(2012) Don't Make Em Like You
(2012)
Singles par The Weeknd
Crew Love
(2012) Wicked Games
(2012)
Remember You est une chanson du rappeur américain Wiz Khalifa en duo avec le chanteur canadien The Weeknd, sortie le 24 septembre 2012 sur l'album O.N.I.F.C. du rappeur. 

## Contexte
Après avoir retardé la sortie de l'album, Wiz Khalifa annonce le deuxième single de celui-ci, qui est Remember You. Il révèle la pochette du single sur son compte Twitter. Dans une interview pour MTV News, le rappeur parle de la chanson en déclarant que « c'est une belle idée de The Weeknd ». 

## Composition
La chanson utilise une production minimaliste et lourde en basses, et The Weeknd demande à une fille de faire quelque chose qui le fera se souvenir d'elle (« All I ask of you is try to earn my memory / Make me remember you, like you remember me »). Wiz Khalifa commence à rapper près de deux minutes après le début de la chanson.

## Classement
| Classement            | Pays        | Position | Référence |
| --------------------- | ----------- | -------- | --------- |
| Hot R&B/Hip-Hop Songs | États-Unis  | 63       | [ 3 ]     |
| Billboard Hot 100     | États-Unis  | 15       | [ 4 ]     |
| OCC                   | Royaume-Uni | 31       | [ 5 ]     |

## Certification
| Pays       | Certification | Unité     | Référence |
| ---------- | ------------- | --------- | --------- |
| États-Unis | Platine       | 1 000 000 | [ 6 ]     |